# 韋瑱
韋 瑱（い てん／い ちん、500年 - 560年）は、西魏から北周にかけての官僚・軍人。字は世珍。本貫は京兆郡杜陵県。

## 経歴
代郡太守の韋英の子として生まれた。幼くして明敏で、早熟な人物であり、郷里の人々に尊重された。学問を好み、騎射を得意とした。527年（孝昌3年）、太尉府法曹参軍を初任とした。しばらくして直後に転じ、明威将軍・雍州治中に任じられ、仮の鎮遠将軍・防城州将となった。諫議大夫・冠軍将軍を歴任した。
534年（永熙3年）、宇文泰が丞相となると、韋瑱は前将軍・太中大夫の位を加えられ、長安県男に封じられた。行台左丞に転じ、撫軍将軍・銀青光禄大夫の位を加えられた。使持節・都督南郢州諸軍事・南郢州刺史として出向した。再び入朝して行台左丞となった。537年（大統3年）、宇文泰に従って弘農奪回に参加し、沙苑の戦いに参戦して、衛大将軍・左光禄大夫の位を加えられた。538年（大統4年）、河橋の戦いに参戦して、爵位を子爵に進められた。542年（大統8年）、東魏の高歓が汾州や絳州に侵入してくると、韋瑱は宇文泰に従って防戦した。侵攻を撃退すると、韋瑱は本官のまま蒲津関に駐屯し、中潬城主を兼ねた。ほどなく蒲州総管府長史に任じられた。しばらくして長安に召還され、鴻臚卿に任じられた。名望ある一族の出身で、郷里の兵を率いていたことから、帥都督の位を加えられた。大都督・通直散騎常侍に転じ、行京兆郡事をつとめた。車騎大将軍・儀同三司・散騎常侍の位に進められた。
555年（恭帝2年）、宇文氏の姓を賜った。556年（恭帝3年）、都督瓜州諸軍事・瓜州刺史に任じられた。瓜州は西域に通じる交通の要衝で、前後の刺史たちの多くが賄賂を受け取り、北方民族の侵攻にも対処できなかった。韋瑱は清廉で、武略を兼ね備え、贈物を一切受け取ることがなかった。北方民族もかれをはばかって、攻撃してこようとしなかった。
557年、北周が建国されると、韋瑱は平斉県伯の爵位に進められた。刺史の任期を満了して長安に帰還するにあたって、瓜州の官吏や民衆たちが韋瑱を慕って見送ろうと追ってきたため、十数日も足止めされてようやく出境できた。このことを明帝に賞賛され、侍中・驃騎大将軍・開府儀同三司の位に進められた。560年（武成2年）に死去した。享年は61。岐宜二州刺史の位を追贈された。諡は恵といった。567年（天和2年）、公に追封された。

## 子女
- 韋峻（後嗣、車騎大将軍・儀同三司）
- 韋師

## 伝記資料
- 『周書』巻39 列伝第31
- 『北史』巻64 列伝第52